# Harvard Crimson football
La squadra di football degli Harvard Crimson rappresenta l'Università di Harvard. La squadra milita nella Football Championship Subdivision della NCAA come membro della Ivy League. Sono uno dei programmi più antichi del mondo, avendo iniziato a competere nel 1873. La squadra ha vinto sette titoli nazionali e può vantare 20 membri indotti nella College Football Hall of Fame, incluso il primo giocatore afroamericano del college football, William H. Lewis, oltre a Huntington "Tack" Hardwick, Barry Wood, Percy Haughton e Eddie Mahan. Harvard è all'ottavo posto nella lista degli istituti più vincenti del football universitario.

## Storia
Gli Harvard Crimson furono una forza dominante nei primi anni del college football, vincendo nove campionati tra il 1890 e il 1919. Sia nel 1919 che nel 1920, guidati dai fratelli All-American Arnold Horween e Ralph Horween conclusero da imbattuti. La squadra vinse poi il Rose Bowl del 1920 contro la University of Oregon, in quella che rimane l'unica apparizione di Harvard a un bowl di fine stagione.
Nel periodo di quarant'anni dal 1889 al 1928, Harvard ebbe più di 80 first-team All-American. Sotto la direzione dell'allenatore Percy Haughton, Harvard ebbe tre stagioni da imbattuta dal 1912 al 1914, incluse due stagioni perfette nel 1912 e 1913.
Dalla formazione della Ivy League nel 1961, Harvard ha vinto o condiviso 17 titoli di conference.

## Titoli

### Titoli nazionali
| Anno                     | Selettori                                                                               | Allenatore                   | Record |
| ------------------------ | --------------------------------------------------------------------------------------- | ---------------------------- | ------ |
| 1890                     | PD, NCF, Billingsley Report (BR), Helms Athletic Foundation (HAF), Houlgate System (HS) | George Adams, George Stewart | 11–0   |
| 1898                     | BR, HAF, HS, NCF                                                                        | William Forbes               | 11–0   |
| 1899                     | HAF, HS, NCF                                                                            | Benjamin Dibblee             | 10–0–1 |
| 1910                     | BR, HAF, HS, NCF                                                                        | Percy Haughton               | 8–0–1  |
| 1912                     | BR, HAF, HS, NCF, PD                                                                    | Percy Haughton               | 9–0–0  |
| 1913                     | HAF, HS, NCF, PD                                                                        | Percy Haughton               | 9–0–0  |
| 1919                     | College Football Researchers Association (CFRA), HAF, HS, NCF, PD                       | Bob Fisher                   | 9–0–1  |
| Totale titoli nazionali: | Totale titoli nazionali:                                                                | Totale titoli nazionali:     | 7      |

## Membri della College Football Hall of Fame
| Nome                | Ruolo         | Anni       | Ind. |
| ------------------- | ------------- | ---------- | ---- |
| Charley Brewer      | Fullback      | 1892–1895  | 1971 |
| Dave Campbell       | End           | 1899–1901  | 1958 |
| Eddie Casey         | Halfback      | 1916, 1919 | 1968 |
| Charles Dudley Daly | Quarterback   | 1898–1902  | 1951 |
| Hamilton Fish III   | Tackle        | 1907–1909  | 1954 |
| Bob Fisher          | Guard         | 1909–1911  | 1973 |
| Huntington Hardwick | End, Halfback | 1912–1914  | 1954 |
| Dick Harlow         | Coach         | 1915–1947  | 1954 |
| Percy Haughton      | Coach         | 1899–1924  | 1951 |
| Lloyd Jordan        | Coach         | 1932–1956  | 1978 |
| William H. Lewis    | Center        | 1888–1893  | 2009 |
| Eddie Mahan         | Fullback      | 1913–1915  | 1951 |
| Marshall Newell     | Tackle        | 1890–1893  | 1957 |
| George Owen         | Halfback      | 1920–1922  | 1983 |
| Endicott Peabody    | Guard         | 1939–1941  | 1973 |
| Stan Pennock        | Guard         | 1912–1914  | 1954 |
| Bill Reid           | Fullback      | 1897–1899  | 1970 |
| Ben Ticknor         | Center        | 1928–1930  | 1954 |
| Percy Wendell       | Halfback      | 1910–1912  | 1972 |
| Barry Wood          | Quarterback   | 1929–1931  | 1980 |